# 韦尔斯蓬迪加尔
韦尔斯蓬迪加尔（法語：Vers-Pont-du-Gard，法語發音：[vɛʁs pɔ̃ dy ɡaʁ]）是法国加尔省的一个市镇，位于该省东部，属于尼姆区。世界文化遗产加尔桥（Pont du Gard）位于该市镇境内。

## 地名
该地名“Vers-Pont-du-Gard”发音为[vɛʁs pɔ̃ dy ɡaʁ]，字母“s”发音，《世界地名翻译大辞典》与《世界地名译名词典》将其误译作“韦尔蓬-迪加尔”。

## 地理
韦尔斯蓬迪加尔（43°58'7"N, 4°31'28"E）面积19.14 平方千米，位于法国奧克西塔尼大區加尔省，该省份为法国南部沿海省份，南端濒地中海，北起顺时针与阿尔代什省、沃克吕兹省、罗讷河口省、埃罗省、阿韦龙省和洛泽尔省接壤。
与韦尔斯蓬迪加尔接壤的市镇（或旧市镇、城区）包括：阿尔日利耶、卡斯蒂永迪加尔、科利亚斯、弗洛、莱德农、勒穆兰、圣博内迪加尔、圣西夫雷。
韦尔斯蓬迪加尔的时区为UTC+01:00、UTC+02:00（夏令时）。

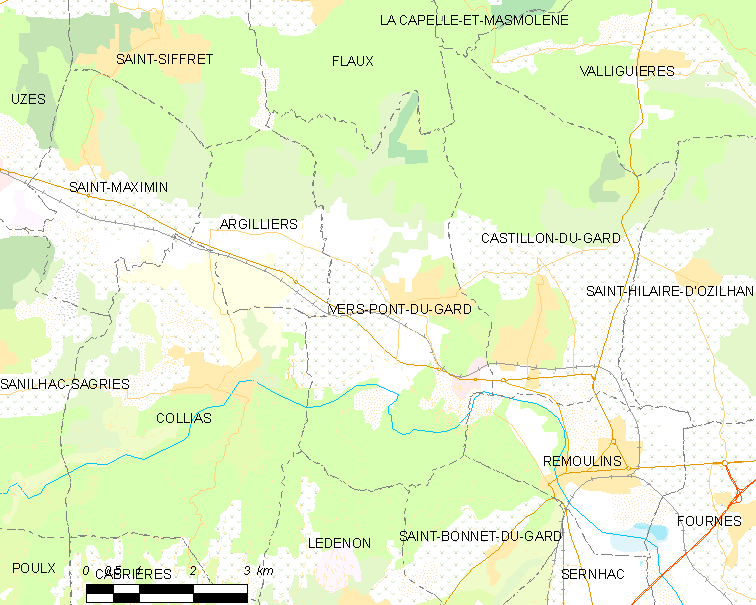
韦尔斯蓬迪加尔的OSM定位图

## 行政
韦尔斯蓬迪加尔的邮政编码为30210，INSEE市镇编码为30346。

## 政治
韦尔斯蓬迪加尔所属的省级选区为勒代桑县。

## 人口

1962-2008年间韦尔斯蓬迪加尔人口变化图示

韦尔斯蓬迪加尔于2022年1月1日时的人口数量为1758人。